# Jarmila Boháčková
Jarmila Boháčková (18. července 1947 Praha – 9. června 2005) byla česká politička, členka ČSSD, na přelomu 20. a 21. století poslankyně Poslanecké sněmovny.

## Biografie
Měla dvě dcery. Absolvovala střední ekonomickou školu. Pracovala jako ředitelka Domova důchodců a pečovatelské služby v Kostelci nad Černými lesy. Dlouhodobě se angažovala v ČSSD. V komunálních volbách roku 1994 byla zvolena do zastupitelstva města Kostelec nad Černými lesy za ČSSD.
Ve volbách v roce 1998 byla zvolena do poslanecké sněmovny za ČSSD (volební obvod Středočeský kraj). Mandát obhájila ve volbách v roce 2002. Byla členkou sněmovního výboru pro sociální politiku a zdravotnictví a petičního výboru.
Zemřela roku 2005 po dlouhé nemoci. Ve sněmovně ji nahradil František Koníček.